# Heinrich Kleinschroth
Heinrich Kleinschroth, né le 15 mars 1890 à Kitzingen et mort le 10 janvier 1979 à Munich, est un joueur de tennis allemand.

## Carrière
Grand joueur de double, son principal fait d'arme d'avoir été champion du monde sur terre battue en 1913 à Paris avec Moritz von Bissing aux dépens de la paire Otto Froitzheim et Tony Wilding. Quelques semaines plus tard, il est finaliste du tournoi de Wimbledon avec Friedrich-Wilhelm Rahe contre Herbert Barrett et Charles Dixon (6-2, 6-4, 4-6, 6-2). Il jouait fréquemment avec son frère aîné Robert (1888-1981). Ce dernier est devenu entraîneur professionnel au Rot-Weiss Club de Berlin en 1926.
Docteur en droit de l'université Louis-et-Maximilien de Munich, il a été engagé sur le front de l'Ouest lors de la Première Guerre mondiale et a été fait prisonnier en France.
Battu à deux reprises au 3e tour des Internationaux de France, il atteint en 1930 les huitièmes de finale en profitant de l'abandon de Jacques Brugnon avant de chuter contre le champion d'Australie Edgar Moon. Il joue à Wimbledon en 1911 et 1913, puis annuellement de 1927 à 1935 avec pour meilleur résultat un 3e tour en 1927 et 1932.
Lors de la Coupe Davis 1913, il obtient une victoire notable en double avec Rahe contre les français Max Decugis et Maurice Germot, contribuant ainsi à la victoire de l'Allemagne. Il participe à sept autres rencontres de 1927 à 1930 et présente un bilan de deux victoires pour six défaites en double. Dans les années 1930, il est capitaine des équipes d'Allemagne lors des tournois internationaux.
Pendant la Seconde Guerre mondiale, il est général de division et membre dirigeant de l’Abwehr dirigée par l’amiral Canaris. À ce titre, il doit arrêter la joueuse de tennis Arlette Halff mais lui donne deux heures pour s'enfuir au nom de leur ancienne amitié. Dans les années 1960, il représente la Fédération allemande au sein de comités de la Fédération internationale de tennis.

## Palmarès (partiel)

### Titres en simple
- 1910 : Prague
- 1910 : Barcelone
- 1910 : Saint-Moritz
- 1910 : Hambourg
- 1910 : Montreux
- 1911 : Prague
- 1914 : Lyon
- 1924 : Munich
- 1928 : Saint-Moritz

### Finales en simple
- 1906 : Munich
- 1908 : Munich
- 1908 : Saint-Moritz
- 1911 : Wiesbaden
- 1911 : Vienne
- 1914 : Saint Petersburg
- 1921 : Vienne